# Нури Шахин
Нури Шахин (тур. Nuri Şahin; Лиденшајд, 5. септембар 1988) турски је фудбалер који игра на позицији везног играча који тренутно наступа за Анталијаспор.

## Клупска каријера

### Борусија Дортмунд
Дана 6. августа 2005, са 16 година и 335 дана постао је најмлађи играч који је икада заиграо у Бундеслиги, а 26. новембра исте године постао је најмлађи играч који је постигао гол у Бундеслиги, у победи свог тима над Нирнбергом.
Дана 5. јула 2007, Шахин је отишао у Фајенорд на једногодишњу позајмицу, где је поново сарађивао са Бертом ван Марвијком својим бившим тренером у Борусији.
Шахин се вратио у Борусију и постао важан играч тима, одигравши 33 утакмице од 34 у Бундеслиги 2009/10. Завршио је сезону са 4 гола и 8 асистенција. Освојио је Бундеслигу у сезони 2010/11. Након сјајне сезоне у којој је постигао 7 голова и имао 8 асистенција, Шахин је проглашен за најбољег играча Бундеслиге 2011.

### Реал Мадрид
Дана 9. маја 2011. након вишенедељних спекулација, Шахин је најавио свој одлазак из Дортмунда на прес конференцији на Сигнал Идуна парку. Потписао је шестогодишњи уговор са Реал Мадридом. Изјавио је да је главни разлог доласка био Жозе Мурињо као и шанса да игра за тако велики клуб као што је Реал. Свој званични деби имао је 6. новембра 2011, ушавши као замена у победи свог тима од 7:1 над Осасуном. Дана 20. децембра 2011. постигао је свој први гол у дресу Реала, у победи над Понферадином од 5:1 у купу краља.

### Ливерпул (позајмица)
Дана 25. августа 2012, Реал је послао Шахина на једногодишњу позајмицу у Ливерпул. Шахин је добио дрес са бројем 4. Дана 2. септембра 2011. имао је свој деби у Премијер лиги, у победи свог тима од 2:0 над Арсеналом. Дана 26. септембра 2011. постигао је своје прве голове у дресу Ливерпула, у победи од 2:1 над Вест Бромвич албионом у трећем колу Лига купа. Свој први гол у Премијер лиги постигао је три дана касније у победи свог тима од 5:2 над Норичом. У својој петомесечној епизоди у дресу Ливерпула, Шахин је забележио 3 гола и 3 асистенције на 12. мечева. Након одласка из Ливерпула, Шахин је изјавио да није био срећан ни у Ливерпулу ни у Реалу, али да је срећан једино што је добио прилику да игра са Стивеном Џерардом.

### Борусија Дортмунд (позајмица)
Дана 14. јануара 2013, Ливерпул је објавио да је постигнут договор да се раскине уговор о позајмици са Реал Мадридом, и да је Шахин слободан да се врати у Борусију Дортмунд на позајмицу до краја сезоне 2013/14. Његовим повратком је био одушевљен тренер Клоп. Свој деби у Бундеслиги након повратка, имао је 19. јануара 2013. ушавши као измена у 84. минуту, у победи свог тима од 5:0 над Вердером. Дана 16. марта 2013. постигао је два гола у победи свог тима од 5:1 над Фрајбургом. Дана 27. јула 2013, освојио је Суперкуп Немачке, након што је Борусија победила Бајерн Минхен са 4:2.

## Репрезентација
Шахин је најмлађи фудбалер који је икада заиграо и постигао гол за репрезентацију Турске. Он је на свом дебију 8. октобра 2005. постигао гол у победи свог тима од 2:1 над Немачком. 

### Голови за репрезентацију
| #  | Датум            | Место                                        | Противник | Гол   | Резултат | Такмичење            |
| -- | ---------------- | -------------------------------------------- | --------- | ----- | -------- | -------------------- |
| 1. | 8. октобар 2005. | Олимпијски стадион Ататурк, Истанбул, Турска | Немачка   | 2 : 0 | 2 : 1    | Пријатељска утакмица |
| 2. | 24. мај 2012.    | Стадион Валс Зиценхајм, Салцбург, Аустрија   | Грузија   | 2 : 0 | 3 : 1    | Пријатељска утакмица |

## Трофеји

### Фејнорд
- Куп Холандије (1) : 2007/08.

### Борусија Дортмунд
- Бундеслига (1) : 2010/11.
- Куп Немачке (1) : 2016/17.
- Суперкуп Немачке (1) : 2013, 2014.
- Лига шампиона : финале 2012/13.

### Реал Мадрид
- Првенство Шпаније (1) : 2011/12.

### Турска
- Светско првенство до 17. година (1) : 2005.